# Anel Ahmedhodžić
Anel Ahmedhodžić (Malmö, 26 maart 1999) is een Bosnisch-Zweeds professioneel voetballer die doorgaans speelt als centrale verdediger. Hij verruilde Sheffield United in de zomer van 2025 voor Feyenoord. Ahmedhodžić maakte in 2020 zijn debuut als international van het Bosnisch voetbalelftal, maar werd in 2024 voor de rest van zijn carrière geschorst. 

## Clubcarrière

### Nottingham Forest
Ahmedhodžić heeft Bosnische ouders, maar is geboren in Malmö, Zweden. Hij startte als voetballer bij Malmö FF, waarna hij opgemerkt werd door Nottingham Forest. Hij ging daar spelen in de jeugdopleiding. Zijn professionele debuut maakte hij op zeventienjarige leeftijd tegen Newcastle United op 30 december 2016. Vervolgens speelde twee jaar geen wedstrijd meer voor het eerste elftal.

### Malmö FF
In 2019 keerde Ahmedhodžić terug bij Malmö, na twaalf jaar in de jeugdopleiding gespeeld te hebben.   maakte hij zijn officiële debuut tegen AIK op 30 juni 2019. Ook hier kwam hij slechts sporadisch aan minuten, waardoor hij in juli werd uitgeleend aan Hobro IK. Daar scoorde hij zijn eerste professionele goal tegen Esbjerg fB op 21 juli. In januari 2020 werd hij teruggehaald voor Malmö, na negentien wedstrijden voor Hobro.
Op 5 augustus scoorde hij zijn eerste goal voor Malmö tegen Helsingborgs IF. Hij werd dat seizoen basisspeler en kwam tot 41 wedstrijden in alle competities. Op 14 september 2021 maakte hij zijn Champions League-debuut tegen Juventus. In zijn derde en laatste seizoen bij Malmö won hij voor het eerst een prijs, toen hij op 8 november 2021 kampioen werd met de club. Na dat seizoen werd hij voor de rest van het seizoen verhuurd aan Girondins de Bordeaux. Daar speelde hij vijftien wedstrijden voor.

### Sheffield United
In juli 2022 werd Ahmedhodžić getransfereerd naar Sheffield United, dat uitkwam in de EFL Championship. Hij maakte zijn competitiedebuut op 6 augustus tegen Millwall FC. Op 17 augustus scoorde hij zijn eerste goal voor Sheffield United. in een overwinning op Sunderland AFC. Dat seizoen promoveerde hij met de club naar de Premier League. Met zes goals in 34 competitiewedstrijden had hij een groot aandeel in de tweede plek. Ook bereikte de club de halve finale van de FA Cup, waarin het werd uitgeschakeld door Manchester City.
In de Premier League kon Ahmedhodžić weinig potten breken met Sheffield, dat laatste eindigde. Wel was hij geregeld aanvoerder van de club, maar hij weigerde op 16 december 2023 om de regenboogaanvoerdersband te dragen tegen Liverpool, waarmee hij de eerste Premier League-speler in zeven jaar werd.  Dat kwam hem op veel kritiek te staan. Tien dagen later scoorde hij zijn eerste Premier League-doelpunt. 
In het seizoen 2024/25 volgde een nieuw seizoen op het tweede niveau van Engeland, waar Ahmedhodžić opnieuw basisspeler was. In totaal kwam hij in drie seizoenen tot 114 wedstrijden, twaalf goals en drie assists.

### Feyenoord
In augustus 2025 tekende hij een contract tot medio 2029 bij Feyenoord. Daar moest hij het gat opvullen van de naar Atlético Madrid vertrokken Dávid Hancko en de ernstig geblesseerde Thomas Beelen. De dag na zijn presentatie maakte hij zijn debuut voor Feyenoord tegen Fenerbahçe in de eerste wedstrijd van de derde voorronde van de Champions League, deze wedstrijd werd met 2-1 gewonnen.

## Clubstatistieken
| Seizoen                        | Club              | Competitie     | Competitie | Competitie | Beker | Beker | Europa | Europa | Totaal | Totaal |
| Seizoen                        | Club              | Competitie     | Wed.       | Dlp.       | Wed.  | Dlp.  | Wed.   | Dlp.   | Wed.   | Dlp.   |
| ------------------------------ | ----------------- | -------------- | ---------- | ---------- | ----- | ----- | ------ | ------ | ------ | ------ |
| 2016/17                        | Nottingham Forest | Championship   | 1          | 0          | 0     | 0     | –      | –      | 1      | 0      |
| 2019                           | Malmö FF          | Allsvenskan    | 1          | 0          | 2     | 0     | –      | –      | 3      | 0      |
| 2019/20                        | → Hobro IK        | Superligaen    | 19         | 1          | 0     | 0     | –      | –      | 19     | 1      |
| 2020                           | Malmö FF          | Allsvenskan    | 29         | 2          | 6     | 0     | 6      | 0      | 41     | 2      |
| 2021                           | Malmö FF          | Allsvenskan    | 25         | 1          | 3     | 0     | 12     | 0      | 40     | 1      |
| 2021/22                        | → Bordeaux        | Ligue 1        | 15         | 0          | 0     | 0     | –      | –      | 15     | 0      |
| 2022/23                        | Sheffield United  | Championship   | 34         | 6          | 6     | 1     | –      | –      | 40     | 7      |
| 2023/24                        | Sheffield United  | Premier League | 31         | 2          | 1     | 0     | –      | –      | 32     | 2      |
| 2024/25                        | Sheffield United  | Championship   | 41         | 3          | 1     | 0     | –      | –      | 42     | 3      |
| 2025/26                        | Feyenoord         | Eredivisie     | 1          | 0          | 0     | 0     | 1      | 0      | 2      | 0      |
| Carrièretotaal                 | Carrièretotaal    | Carrièretotaal | 197        | 15         | 19    | 1     | 19     | 0      | 235    | 16     |
| Bijgewerkt op 10 augustus 2025 |                   |                |            |            |       |       |        |        |        |        |

## Interlandcarrière
Ahmedhodžić speelde op 9 januari 2020 één wedstrijd voor Zweden tegen Moldavië in een vriendschappelijke wedstrijd en meerdere jeugdwedstrijden. Hij besloot toch om in de toekomst voor Bosnië-Herzegovina te spelen. Later dat jaar maakte hij in een EK-kwalificatiewedstrijd tegen Noord-Ierland zijn debuut voor Bosnië. Toch is de relatie tussen hem en het nationale team nooit goed geweest. Twee maanden na zijn eerste interland zegde hij het nationale team af vanwege een blessure. Het schoot de staf in het verkeerde keelgat dat hij zich niet liet checken door een Bosnische dokter, maar in plaats daarvan documenten doorstuurde om het te bewijzen. 
In het najaar van 2024 zegde hij opnieuw het nationale elftal af, vanwege een blessure. Daarop zei hij op Instagram: "Geloof niet alles wat je leest. Maar ik denk dat de meeste mensen wel weten van de problemen rondom ons nationale team." Daarop werd hij door de bond geschorst. Hij reageerde daar vervolgens op met de volgende brief: "Ik dacht dat wij de beste supporters hebben, die ons ondersteunen als we winnen, gelijkspelen of verliezen. Maar helaas is mijn privacy aangetast op de slechtste manier. Duizenden berichten met de ergste teksten. De belangrijkste reden om voor Bosnië te spelen waren onze mensen. Nu heb ik geen reden meer om te spelen. Een paar dagen later schorste de bond hem voor het leven. "Hij beledigde het hele land", reageerde teammanager Emir Spahić. 
1 Bijlow ·
2 Nieuwkoop ·
3 Beelen ·
4 Watanabe ·
5 Smal ·
6 Hwang ·
7 Moder ·
8 Timber ·
9 Ueda ·
10 Stengs ·
11 Borges ·
14 Steijn  ·
15 Bos ·
16 Sauer ·
17 Tengstedt ·
18 Trauner ·
19 Carranza ·
20 Mitchell ·
21 Ahmedhodžić ·
22 Wellenreuther ·
23 Hadj Moussa ·
25 't Zand ·
26 Read ·
27 Diarra ·
28 Targhalline ·
29 Bullaude ·
30 Lotomba ·
32 Sliti ·
34 Nadje ·
35 Kasanwirjo ·
36 Slory ·
37 Berger ·
39 Bossin ·
40 Valente ·
43 Plug ·
47 Kraaijeveld ·
57 Sliti ·
Tsoungui ·
Coach: Van Persie ·
Assistent-trainer: Hake ·
Assistent-trainer: Pinas ·
Assistent-trainer: Reijnen ·
Assistent-trainer: De Wolf ·
Keeperstrainer: Nieminen